# 1967-es magyar tekebajnokság
Az 1967-es magyar tekebajnokság a huszonkilencedik magyar bajnokság volt. A bajnokságot december 9. és 10. között rendezték meg Győrben, a Vasas ETO pályáján.

## Eredmények
| Versenyszám  | Arany                    | Arany | Ezüst                               | Ezüst | Bronz                            | Bronz |
| ------------ | ------------------------ | ----- | ----------------------------------- | ----- | -------------------------------- | ----- |
| Férfi egyéni | Tősi Pál Egri Spartacus  | 469   | Kiss Imre Csepel SC                 | 466   | Rákos József Bp. Előre           | 460   |
| Női egyéni   | Kustán Jánosné Csepel SC | 433   | Hursán Zsófia Békéscsabai Spartacus | 429   | Hatlaczky Margit Ferencvárosi TC | 424   |